# عرشه پرواز

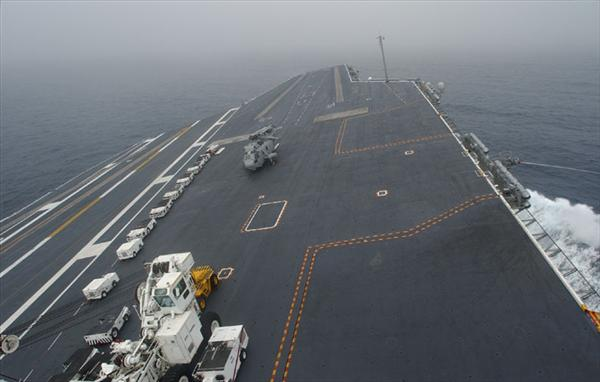
عرشهٔ پرواز ناو هواپیمابر سی‌وی‌ان-۷۴ آمریکا در حال دور زدن سریع، به هنگام آزمون پذیرش ناو.

عرشهٔ پرواز به سطوحی در ناوهای هواپیمابر گفته می‌شود که هواگردها از آن برمی‌خیزند. عرشه پرواز ناوهای هواپیمابر به‌طور کلی به دو صورت کلی است:
نوع اول که توسط ایالات متحده آمریکا استفاده می‌شود به صورت زیر کار می‌کند:
بیشتر ناوهای موجود دارای عرشه تختی هستند که به عنوان محل فرود و پرواز هواپیماها عمل می‌کند.
هواپیماها برای به پرواز درآمدن باید به سرعت معینی برسند ولی باندهای پرواز در ناوهای هواپیما بر به نسبت کوتاه هستند و این امکان را برای هواپیماها فراهم نمی‌آورند. از این رو در ناوهای هواپیما بر از وسیله‌ای به نام منجنیق استفاده می‌شود. منجنیق‌ها که با موتور بخار کار می‌کنند به هواپیما شتاب لازم برای پرواز را می‌دهند. قدرت این منجنیق‌ها به قدری است که در طول تنها ۲ ثانیه سرعت هواپیما را از ۰ به ۱۶۵ مایل در ساعت می‌رسانند. این کار باعث می‌شود که هواپیما سرعت لازم برای پرواز را کسب کند همچنین برای فرود آمدن هواپیمایی که ۱۵۰ مایل بر ساعت سرعت دارد مجهز به یک دم زنجیری است که باید آن را به یکی از ۴ کابل موجود روی باند گیر بیندازد که بعد از ۹۶ متر مسافت متوقف می‌شود در ناوهای هواپیما بر برعکس فرودگاه‌ها برای فرود آمدن هواپیما نباید سرعت خود را به کمترین حالت برساند بلکه باید دارای سرعت کافی باشد که در صورت ناتوانی خلبان در درگیر کردن دم زنجیری و کابل‌ها هواپیما با سرعتش بتواند از سوی دیگر ناو دوباره به پرواز در آید به علت مشکل بودن این کار معمولاً از برجسته‌ترین خلبانان برای ناوهای هواپیما بر استفاده می‌شود.
نوع دوم ناوهای هواپیمابر که ایالات متحده از آن استفاده نمی‌کند به گونه‌ای طراحی شده‌است که به منجنیق نیازی ندارد. در عوض دارای یک سکوی پرواز است. این نوع ناوها بیشتر هواپیماهای عمودپرواز VTOL یا STOVL (هواپیماهایی که به صورت عمود فرود می‌آیند و با طی مسافت کمی پرواز می‌کنند) را حمل می‌کند.